# Tafelstube

Blick in die Ruine der ehemaligen fürstlichen Tafelstube (um 1520) im sog. Bibliotheksbau des Heidelberger Schlosses

Die Blickfächer aus den fürstlichen Tafelstuben auf dem Hardschin 1503 (oben) und im Heidelberger Schloss um 1520 (unten) im Vergleich

Schloss Neuburg an der Donau: Rekonstruktion der ursprünglichen funktionalen Raumstruktur im ersten Obergeschoss mit der Tafelstube von 1534 im Nordflügel

Die Tafelstube war ein ofenbeheizter, repräsentativer Speiseraum im mitteleuropäischen Schlossbau. Er diente seit etwa 1500 der fürstlichen Tafel separat von der allgemeinen Hoftafel, die bis weit in das 16. Jahrhundert zweimal täglich alle übrigen Hofangehörigen in der Hofstube versammelte.
In den zeitgenössischen Schriftquellen finden sich zusätzlich Bezeichnungen wie „Essstube“, „Essgemach“, „Saalstube“, „Ritterstube“ oder lediglich „Dornse“ (Stube).
Der funktionale Raumtyp der Tafelstube als separater Speiseraum ist im deutschen Schlossbau erst mit dem Aufkommen neuer Quellengattungen in den letzten Jahrzehnten des 15. Jahrhunderts zu fassen. Damals war nur für die Fürstin und ihr weibliches Gefolge ein von der Hofstube separierter Speiseraum gebräuchlich. Entsprechend den allgemeinen Tendenzen zur räumlichen wie funktionalen Distanzierung des Frauenzimmers lagen diese Räume im zweiten oder sogar dritten Obergeschoss der Schlösser.
Die älteste zurzeit bekannte Frauentafelstube ist wahrscheinlich in der kursächsischen Albrechtsburg über Meißen erhalten geblieben (1471). Aus dem 16. Jahrhundert sind Beispiele für Frauenspeiseräume im Wittelsbacher Residenzschloss in Neuburg an der Donau (1534), im nahegelegenen Wittelsbacher Jagdschloss Grünau (1530) und im mecklenburgischen Residenzschloss zu Güstrow (1558) erhalten.
Eine separate Tafelstube für den Fürsten wurde erst um 1500 an mitteleuropäischen Höfen eingerichtet und bedeutete damals eine signifikante Änderung im Hofleben. Immer häufiger nahm nun ein Fürst seine Mahlzeiten zusammen mit einem ausgesuchten Personenkreis in einem Raum ein, der in der Regel im ersten Obergeschoss eines Schlosses situiert war.
Wann und wo genau dieser Prozess in Mitteleuropa begonnen hat, ist im Detail noch unklar. Es gibt Hinweise, dass Kaiser Maximilian über solche separierte Tafelstuben verfügte. Vermutlich wurden hier Vorbilder des demonstrativ aufwändigen Hoflebens im Herzogtum Burgund aufgegriffen, wo sich der Raumtyp der „salette“ bereits um die Mitte des 15. Jahrhunderts nachweisen lässt (z. B. Brügge 1448). Ein kaiserliches Vorbild ergäbe insofern einen Sinn, als das erste baulich noch gut überlieferte Beispiel für eine fürstliche Tafelstube aus der königlichen Sphäre stammt. In Prag hatte König Wladislaw von Ungarn und Böhmen den wenig älteren Saalbau der Prager Burg aus den 1490er Jahren ab 1503 durch einen weit in das Tal vorspringenden Wohnflügel ergänzen lassen, den sogenannten Flügel für König Ludwig (tschechisch: Ludvíkovo křídlo, deutsch: Ludwigsflügel). Zwei herrschaftliche Treppen führten eine Ebene höher als der Saal in einen einem großen, ofenbeheizten Raum, der sich mit drei Fensterfronten über der Altstadt und der Kleinseite erhebt.
Eine der ältesten solcher separater Tafelstuben eines deutschen Fürsten wurde dann um 1520 für  Kurfürst Ludwig V. mit großen bautechnischem Aufwand im Heidelberger Residenzschloss eingerichtet, vermutlich nach dem Vorbild aus Prag. Im ersten Obergeschoss des damals als turmartige Projektion vor die äußere Baulinie des Schlosses vorgeschobenen sogenannten Bibliotheksbaus (eine jüngere, irreführende Bezeichnung) besaß sie auf drei Seiten weit über Stadt und Territorium reichende Ausblicke, die allerdings schon wenig später durch die Artilleriebefestigung auf dieser Seite verbaut wurden. Der mehrseitige Ausblick wurde nun von anderen Höfen für ihre neuerbauten Herrentafelstuben aufgegriffen und bildete geradezu ein Statusmerkmal einer fürstlichen Tafelstube im deutschen Schlossbau bis zum Ende des 16. Jahrhunderts.
Als direkte Nachfolger der Heidelberger Tafelstube können die Herrentafelstuben im Wittelsbacher Residenzschloss Neuburg a. d. D. (1534), im zugehörigen Jagdschloss Grünau (1530), in der kursächsischen Residenz Torgau (1533, nur rudimentär erhalten) und in der Münchener Residenz Neuveste (um 1540, heute völlig verschwunden) gelten. Auch die 1553 angelegte Tafelstube im Stuttgarter Herzogsschloss besaß auf drei Seiten Fenster.
Neben der konstitutiv vorhandenen Heizung mittels eines Hinterladerofens, den der Raumtypus mit der Hofstube teilt, wurden diese Räume oft architektonisch besonders aufwändig gestaltet. In Heidelberg, Grünau und Torgau (hier die jüngere Flaschenstube von 1544, nicht erhalten) war es ein aufwändiges Rippengewölbe, das solche Obergeschossräume gegenüber ihren Nachbarn auf derselben Geschossebene auszeichnete. An anderen Orten (Torgau, Bernburg 1538) war es die Verbindung mit einem Erker, der nicht nur den Raum an der Fassade schmückte, sondern die prestigeträchtige Figur des Fächerblickes im Kleinen wiederholte.
Durch Hofordnungen sind seit etwa der Mitte des 16. Jahrhunderts Gebrauch und bestimmte Verhaltensweisen in diesen Räumen auch in Details rekonstruierbar.
Für das Torgauer Schloss wurde 1553 festgelegt
„Dinstwartung des Hovegesindes: Es sollenn auch die Furstenn, Graven, Hern unnd vom Adell im Hofflager, teglich Zwischen acht und neun unnd aufn abent Zwischen drey und vier uhrenn vor unserm EssZimmer [= Herrentafelstube] erscheinenn unnd do selbst bis wir Zu tisch gesessen, und wasser genommen auff unnsern dinst wartenn. Desgleichenn sollen sie auch thun Zur morgen unnd abendt mallZeit oder wan wir fremde hernn, Rethe, Botschafften oder sonst statliche leuthe bei uns habenn oder in audienzen, oder andern grossen handlungen sein werdenn. Es sollenn auch unsere Cammerer unnd Edelleuthe, die wir speisenn, nicht eher Zu tische setzenn, bis das wir uns Zuvornn gesetzt haben. Unnd sollenn die ihenigenn, so auff unsern tisch oder sonst Zu andern dinste bescheiden, desselbigen ihres dienstes in sonderheit teglich Zu rechter Zeit vleissig abwartenn, damit man einen ieden, wie bishero offt gescheenn, nicht suchen oder auff ihnenn wartenn dörffe. [...] Es soll uns auch hinfuro das wasser, Sonderlich wann fremde Herrnn oder geste vorhandenn sein, durch die Gravenn und Hernn gereicht werdenn. Im fall aber, das sie aus erheblichen ursachenn nicht fur der Handt, sollenn es die vom Adell reichen.“
In diesem Textabschnitt kommt besonders der zeremonielle Charakter der Mahlzeit und die Bedeutung der hochrangigen Bedienung bei wichtigen Anlässen zum Ausdruck.
Entsprechend wurde in derselben Hofordnung auch der besondere, herrschaftliche Status der Tafelstube betont:
„Es sollen auch keine knechte, Trabanten, Lakaien, Bothen, Knaben, auch ander gemein Hoffgesinde inn unnser furstlich Esgemach gelassen werdenn, Unnd sollen sich unsere diener, vornemblichen des orts Zuchtigs tugentlichs wesens mitt ihrer geburlichen underthenigen ehrerbiettung, wie solches ihnen als dienernn gegen ihren herrn unnd demselb. Zu ehrenn unnd ihnen selbst Zu ruhm wol ansteet verhaltenn. Aber in unsere ander gemach, darinnen wir ausserhalben der malhzeit pflegenn Zu sein, soll niemandt geenn, er sey dann hinnein geordent und vonn unns erfordert.“
Im 17. Jahrhundert nahm die Bedeutung der Tafelstuben architektonisch, aber auch funktional rapide ab, sie gehörten nicht mehr zu den Hauptrepräsentationsräumen deutscher Schlösser. Sie müssen sich nun in die blockartige Struktur der an Vorbildern des italienischen Palastbauten orientierten Residenzarchitekturen einfügen, wie beispielsweise die Baugeschichte der Münchener Residenz nach 1600 zeigt. In den Mustergrundrissen für fürstliche Residenzschlösser von Joseph Furttenbach 1640 tauchen Tafelstuben nicht mehr als ausgezeichnete Raumtypen auf, und der Ofen ist in der Folge kein konstituierendes Element mehr.